# オラフ・オット
オラフ・オット（ドイツ語: Olaf Ott、1963年 - ）は、主にソリストとして活躍するドイツ生まれのトロンボーン奏者である。

## 略歴
- 1963年：ドイツのドルトムントに生まれる。
- デトモルト音楽大学ドルトモント校に入学、ハインツ・クリッケ教授に師事。
- 1983年：西ドイツ青少年音楽祭において優勝。
- 1985年：デュイスブルク交響楽団（ライン・ドイツ・オペラ管弦楽団）ソロ・トロンボーン奏者。
- 1989年：ベルリン放送交響楽団（現ベルリン・ドイツ交響楽団）ソロ・トロンボーン奏者。
- 1994年：ベルリン・フィルハーモニー管弦楽団に移籍。
- 1999年 - 現在：ベルリン・フィルハーモニー管弦楽団・首席トロンボーン奏者

## 活動
- 1982年、教会音楽の演奏を主旨としてトリトン・トロンボーン四重奏団を結成。現在も活動を続けている。
- ハンス・アイスラー音楽大学、カラヤン・アカデミーにおいて後進の指導にあたっている。
- ヨーロッパ各地をはじめ世界中でソロ活動を行い、また、マスタークラスを開講している。日本でも来日公演を行っている。